# كارلوس ألبرتو بيريرا فيلالبا
كارلوس ألبرتو بيريرا فيلالبا (بالإسبانية: Carlos Alberto Pereira Villalba)‏ هو مدرب كرة قدم ولاعب كرة قدم باراغواياني في مركز الدفاع، ولد في 17 يناير 1996 في أسونسيون في باراغواي. لعب مع سيرو بورتينيو.